# Shuddh Desi Romance
Shuddh Desi Romance, Internacionalmente conhecido como A Random Desi Romance, é uma comédia romântica indiana de 2013, dirigido por Maneesh Sharma e produzido por Aditya Chopra. O filme apresenta Sushant Singh Rajput, Parineeti Chopra e a recém-chegada Vaani Kapoor nos papéis principais. A história, ambientada em Jaipur, no estado de Rajastão, e explora os pontos de vista da geração mais jovem sobre o compromisso, relacionamentos e casamentos arranjados. O filme foi exibido na seção Apresentação de Gala do Festival Internacional de Cinema de Toronto de 2013. Após a lançamento, o filme recebeu uma gama de resposta geralmente positivas por parte dos críticos e da audiência e foi declarado um sucesso de bilheteria na Índia.

## Elenco[3]
- Sushant Singh Rajput como Raghu Ram
- Parineeti Chopra como Gayatri
- Vaani Kapoor como Tara
- Rishi Kapoor como Goyal
- Rajesh Sharma como Mausa ji
- Tarun Vyas como Mr. Gupta
- Anirban Narayan Chandra Chowdhury como Prabir Chatterjee

## Produção

### Roteiro
O roteiro foi escrito por Jaideep Sahni, que já escreveu filmes Company (2002), Bunty Aur Babli (2005), Khosla Ka Ghosla (2006) e Chak De! India (2007). O cenário, Jaipur, foi usado para proporcionar um contraste com o estilo de vida das grandes cidades e para descrever como um modo de vida tradicional com suas hipocrisias coexiste nestas cidades menores, juntamente com influências modernas.

### Filmagens
Enquanto a maior parte do filme foi filmado em torno de Jaipur, Rajastão, a canção-título foi filmada em Mehrangarh Fort e os palácios e bylanes em Jodhpur, Rajastão com os atores principais, e coreografado por Ganesh Acharya.

## Lançamento
Shuddh Desi Romance foi lançado em 6 de setembro de 2013. Lançado como um multiplex em aproximadamente mil e cem telas. Um teaser de Dhoom 3 foi anexado às impressões. O filme tem um investimento de ₹ 250 milhões (US$ 3,7 milhões), incluindo custos de comercialização e liberação.

### Marketing
Yash Raj Films lançou em 17 de junho de 2013, o poster do filme em formato digital.Em 1 de agosto, Sushant Singh Rajput e Vaani Kapoor participaram do evento de lançamento da cação "Gulabi", a faixa-título do filme, que foi lançada em 18 de agosto de 2013.

## Prêmios e indicações
Filmfare Awards
- Melhor estreia feminina - Vaani Kapoor (vencedor)
- Melhor atriz - Parineeti Chopra (indicação)

IIFA Awards
- Estreia do ano - Vaani Kapoor (vencedor)